# سیستم لیگ

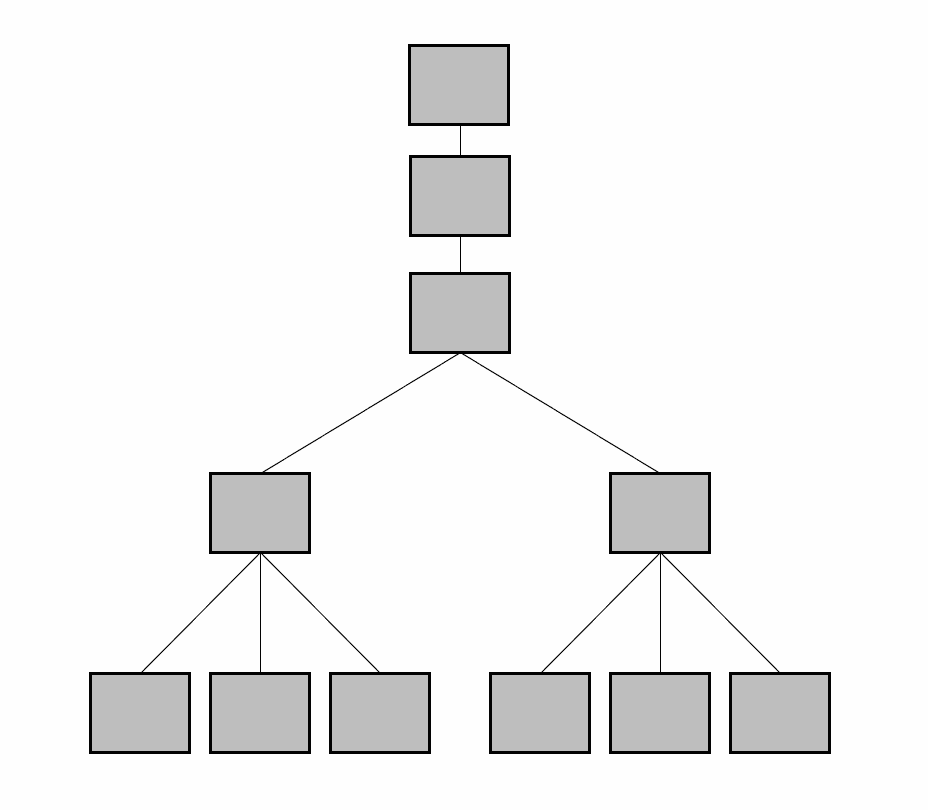
نمونه نمودار تیم ها در لیگ

سیستم لیگ سلسله مراتبی از لیگ‌ها در یک ورزش است. آنها اغلب اهرام نامیده می‌شوند، زیرا تمایل آنها به تقسیم شدن به تعداد فزاینده‌ای از بخش‌های منطقه‌ای در پایین‌تر از سیستم است. سیستم‌های لیگ به نوعی در بسیاری از ورزش‌ها در بسیاری از کشورها استفاده می‌شود.

## بررسی اجمالی
در فوتبال حرفه‌ای، اتحادیه راگبی، لیگ راگبی و بازی‌های گالیک، سیستم‌های لیگ معمولاً با فرایند صعود و سقوط به هم مرتبط می‌شوند، که در آن تیم‌هایی از دسته پایین‌تر که در صدر جدول رده‌بندی لیگ خود قرار می‌گیرند (پیشرفت به سطح بعدی سیستم) در حالی که تیم‌هایی که در دسته خود در پایین‌ترین رتبه قرار دارند سقوط می‌کنند (به دسته پایین‌تر منتقل می‌شوند). این فرایند می‌تواند هر سال به صورت خودکار انجام شود، یا می‌تواند به بازی‌های پلی آف نیاز داشته باشد.
در آمریکای شمالی، سیستم‌های لیگ در محبوب‌ترین ورزش‌ها از ارتقا یا سقوط استفاده نمی‌کنند. بیشتر ورزش‌های حرفه‌ای به لیگ‌های اصلی و فرعی تقسیم می‌شوند. بیسبال و فوتبال انجمنی (که در آمریکای شمالی به عنوان فوتبال شناخته می‌شود) دارای اشکال هرم مشخصی برای سلسله مراتب لیگ‌های کوچک خود هستند که هر کدام توسط یک نهاد حاکم اداره می‌شود (لیگ کوچک بیسبال، سازمانی تحت اختیار کمیسیون بیسبال، لیگ‌های بیسبال را اداره می‌کند. فدراسیون فوتبال ایالات متحده، هرم فوتبال آمریکا را تعیین می‌کند) سیستم لیگ حرفه‌ای هاکی روی یخ خطی است، با یک لیگ در اکثر چهار سطح بازی. سیستم لیگ هاکی روی یخ در آمریکای شمالی توسط قراردادهای چانه زنی جمعی و قراردادهای وابستگی بین NHL، AHL و ECHL اداره می‌شود.
فوتبال گریدیرون بر پایه سیستم لیگ عمل نمی‌کند. لیگ‌های حرفه‌ای مختلف در فصول مختلف با مجموعه قوانین بسیار متفاوتی بازی می‌کنند (NFL در پاییز و اوایل زمستان در زمینی به مساحت ۱۰۰ یارد ۱۱ نفره بازی می‌کند، CFL در تابستان از ۱۲ نفره در زمین ۱۱۰ یاردی استفاده می‌کند. و اوایل پاییز، در حالی که فوتبال آرنا و لیگ‌های داخل سالن کوچک هر کدام در بهار و اوایل تابستان در زمینی به مساحت ۵۰ یاردی ۸ نفره بازی می‌کنند. تلاش‌هایی برای تشکیل لیگ‌های کوچک واقعی برای بازی‌های حرفه‌ای صورت گرفته است (اخیراً با XFL در سال ۲۰۲۰). هیچ‌کدام تا کنون نتوانسته‌اند درخواست‌های لیگ‌های بزرگ را با توانایی حفظ توان پرداخت بدهی مالی متعادل کنند.